# Rio Ardila
O rio Ardila é um rio internacional que nasce em Espanha na serra de Tentúdia, junto ao mosteiro de Tentúdia e a poucos quilómetros de Valencia del Ventoso, a 1100 m de altitude, e desagua em Portugal na margem esquerda do Guadiana perto de Moura após percorrer cerca de 140 quilómetros. A sua importância como elemento cultural dos municípios de Moura e Barrancos é quase mítica e o mais importante grupo musical do município de Moura chamava-se precisamente Ardila.
O rio cruza transversalmente a província de Badajoz, seguindo uma trajectória este-oeste, com leve inclinação para sudoeste. Atravessa a parte meridional dos municípios de Jerez de los Caballeros e Oliva de la Frontera.
Define uma parte da fronteira Espanha-Portugal. Entra definitivamente em Portugal através do distrito de Beja. Em terras portuguesas, altera o rumo para oeste.
Depois de ter descido praticamente 1000 m, chega ao rio Guadiana, ao qual tributa a uma cota de 95 m. A sua foz fica nas  proximidades da cidade de Moura, a sul/juzante da Barragem de Alqueva, a qual originou a maior albufeira da Europa.

## Afluentes
- Arroio Benferre
- Rio Bodión
- Arroio Brovales
- Ribeira de Múrtega
- Ribeira do Murtigão